# وبا إنر
وبا إنر هو اسم ساحر خيالي مصري قديم يظهر في الفصل الثاني من قصة مروية في بردية وستكار الأسطورية. يقال إنه قام بعمل عجائب خلال فترة حكم الملك نبكا (الأسرة الثالثة).

## الشخصية الأدبية
يظهر وبا إنر فقط في القصة الثانية من بردية وستكار – لا يوجد دليل أثري أو تاريخي على وجوده. ومع ذلك، فإنه محل اهتمام كبير لعلماء المصريات، لأن خدعته السحرية مرتبطة بالتصورات الثقافية اللاحقة لشخصية الملك نبكا. في القصة، يوصف وبا إنر بأنه كاهن كبير.

## عجائب وبا إنر
وفقًا لبردية وستكار، تم خيانة وبا إنر من قبل زوجته عدة مرات. كانت تحب سرًا رجلاً عاديًا يعيش في منف وترسل له ملابس باهظة الثمن وأشياء مادية أخرى. يأتي الرجل العادي لزيارة زوجة وبا إنر ويقول لها: "أليس هناك جناحًا عند البحيرة؟". تقول الزوجة: "انظر، دعنا نقضي بعض الوقت هناك.". تستدعي زوجة وبا إنر المشرف على ممتلكاته وتأمره: "أعد الجناح بكل الأشياء الجيدة.". وهكذا تقضي زوجة وبا إنر والرجل العادي وقتهما في الجناح يشربان معًا، حتى انتهيا. في وقت لاحق من المساء، تلتقط الخادمة الرجل العادي الذي كان ينتظر عند البحيرة. كان المشرف الخاص بوبا إنر ينتظر هناك أيضًا ويقول لنفسه: "سأذهب إلى وبا إنر.". بعد يومين يخبر المشرف وبا إنر بكل شيء ويعلق: "انظر، كانت زوجتك التي قضت يومًا في جناحك؛ كانت مع ذلك الرجل العادي الذي تعرفه. لقد كان زنا ما فعله، مرتين، في بحيرتك.". هناك، يقول وبا إنر للمشرف: "أحضر لي زوجًا من [...] مصنوع من خشب الأبنوس والجعم. سأصنع [...] وأرسله كرسول.". يصنع تمثالًا صغيرًا من شمع على شكل تمساح بطول سبعة أصابع. يسحر التمثال ويعطيه للمشرف الخاص به بكلمات: "عندما يأتي للتطهر في البحيرة، هذا الرجل العادي، يمكنك أن تلقي هذا التمساح المصنوع من الشمع بعده.". يقوم المشرف بما أمر به وينتظر حتى اليوم التالي. في صباح اليوم التالي تأمر زوجة وبا إنر المشرف: "دع الجناح عند البحيرة يكون جاهزًا، لأني سأجلس فيه.". ثم تقضي اليوم كله في الجناح مع الرجل العادي. في وقت لاحق من ذلك المساء يغادر الرجل العادي الجناح ليأخذ حمامًا في البحيرة. بسرعة يلقي المشرف التمثال الشمعي بعد الغريب وعندما يلمس التمثال الماء يتحول إلى تمساح حقيقي بطول 3.70 متر. يلتهم الحيوان الرجل العادي ويختفي في أعماق البحيرة لمدة سبعة أيام. خلال هذه الأيام السبعة يستقبل وبا إنر من قبل الملك نبكا لجلسة مهمة. بعد الجلسة يدعو وبا إنر نبكا لزيارة منزله بكلمات: "ليتفضل جلالتك ويرى الأعجوبة التي حدثت في زمن جلالتك [...] رجل عادي.". يمشي نبكا ووبا إنر إلى البحيرة حيث يأمر وبا إنر التمساح بالخروج من الماء وإطلاق سراح الرجل العادي. عندما يرى الملك نبكا ذلك يقول: "هذا التمساح خطير!". لكن وبا إنر ينحني ويلمسه ويصبح التمساح على الفور تمثالًا من الشمع مرة أخرى. ثم يقدم وبا إنر تقريرًا لنبكا عن الأمور. يقول نبكا للتمساح: "خذ ما هو لك!" ويمسك الحيوان بالرجل العادي ويختفي. تُحضر زوجة وبا إنر إلى نبكا أيضًا ويحكم عليها الملك بالإعدام. تُؤخذ إلى مكان شرق القصر وتُحرق حية. تُلقى رمادها في النيل.

## التحليل الحديث
كان أدولف إيرمان وكورت هاينريش زيته يعتبران قصص بردية وستكار مجرد فلكلور. رأوا الشخصيات الأدبية مثل جاجامعنخ والأبطال الآخرين لبردية وستكار على أنها خيال محض، خُلق فقط للترفيه، نظرًا لعدم وجود دليل أثري عليهم.
علماء المصريات الحديثون مثل فيرينا ليبر وميريام ليختهايم يرفضون هذا الرأي ويجادلون بأن سيتي وإيرمان ربما فشلوا فقط في رؤية عمق هذه الروايات. يعتبرون أن قصة وبا إنر تصف حالة كلاسيكية من الزنا من قبل الزوجة ونوعًا نموذجيًا من العقاب لذلك خلال المملكة القديمة (في هذه الحالة هو عقوبة الإعدام). علاوة على ذلك، تسلط القصة ضوءًا إيجابيًا على شخصية الملك نبكا. الملك يصور كقاضٍ صارم لكنه عادل؛ يعاقب على الأفعال السيئة والسلوك غير الأخلاقي، في هذه الحالة خيانة زوجة وبا إنر. بالإضافة إلى ذلك، تشير ليبر وليختهايم إلى العديد من الكتابات المصرية القديمة المماثلة ولكنها لاحقة بقليل حيث يقوم السحرة بأداء خدع سحرية مشابهة جدًا. وفقًا لعلماء المصريات، فإن قصصهم مستوحاة بوضوح من قصة وبا إنر. ونظرًا لأنهم يظهرون نفس طريقة الكلام والتقاط العبارات الغريبة كما تفعل بردية وستكار، فإن ليبر وليختهايم تعتقدان أن وبا إنر (والحكماء الآخرين من نفس البردية) يجب أن يكونوا معروفين للمؤلفين المصريين لفترة طويلة.

## روابط خارجية
- النسخة المنقولة والمترجمة لبردية وستكار (بردية برلين 3033) إلى الإنجليزية بواسطة النسخة المنقولة لـ A. M. Blackman (1988) (ملف PDF)
- وبا إنر في بردية وستكار في reshafim.org